# Sultan Muhammad Qutb Shah
Sultan Muhammad Qutb Shah là người cai trị thứ sáu của vương quốc Golconda ở miền Nam Ấn Độ dưới triều đại Qutb Shahi.